# The Grace
Cheon Sang Ji Hee The Grace (천상지희 The Grace) est un girl group sud-coréen formé en 2005 par la compagnie SM Entertainment. Depuis leurs débuts, le quatuor n'a cessé de jouir d'une popularité toujours plus grandissante en Corée du Sud, mais aussi au Japon et en Chine. Les filles sont également connues sous le nom de Tian Shàng Zhì Xi et Tenjochiki (天上智喜).
Le groupe se compose de quatre membres : Lina, Dana, Sunday et Stephanie qui excellent en chant, en danse et en comédie. Initialement juste appelées Cheon Sang Ji Hee (천상지희), elles ont opté pour le nom Cheon Sang Ji Hee The Grace (천상지희 The Grace) lors de la promotion de leur troisième single afin d'exprimer la grâce naturelle du groupe.

## Discographie Coréenne
2005 : Too Good (Single)

2006 : The Club (Single)

2006 : 열정 (My Everything) (Single)

2007 : 한번 더, OK ? (Album)

## Discographie Japonaise
2006 : Boomerang (Single)

2006 : The Club (Single)

2006 : Sweet Flower (Single)

2006 : juicy LOVE (Single)

2007 : Piranha (Single)

2007 : Graceful 4 (Album)

2008 : Stand Up People (Single)

2008 : HERE (Single)

2009 : Dear... (Album)

## Récompenses
| Years | Awards |
| ----- | --- |
| 2005  | - 12th Annual Korea Entertainment Arts Awards : Best Female Group - 3rd South-East Music Ceremony : Best Foreign Singer Group |
| 2006  | - 13th Annual Korea Entertainment Arts Awards : Hallyu All Star Award |
| 2007  | - Air-Monitor Chart #1 - Daily Album Chart #1 (Hanteo Charts) - KBS Music Bank : Best Female Group - Mnet M! Countdown : 1st Place 한번 더, OK? (Hanbeon Deo, OK ?) - SBS Inkigayo : Mutizen Song Award 한번 더, OK? (Hanbeon Deo, OK ?) - 14th Annual Korea Entertainment Arts Awards : Best Female Group - Mnet Asian Music Awards : Best Dance Music |